# Зов (царь)
Зов (ср.-перс. Узав, также Uzob, Auzobo, фарси Зов или Зав, также Зутахмасп-Зав) — герой иранской мифологии и эпоса, мифический царь Ирана, последний из династии Пишдадидов.

## В среднеперсидских текстах
В ранних текстах «Авесты» не упоминается. О его правлении говорилось в «Чихрдад-наске».
По «Бундахишну», Узав, сын Тахмаспа, правил пять лет (между Манушчихром и Кай Кавадом). Приводится его сложная родословная: Узоб, сын Тухмаспа, сына Канака, сына Барза, сына Шата, сына Аравша, сына Хваспа, сына Ветанга, сына Рагха, сына Нодхеи, сына Машвака, сына Нотара, сына Манушчихра, то есть потомок последнего в 13 колене. У Узоба были три сына и дочь. Своего преемника Кавата Узоб нашёл младенцем в корзине, плывущей по реке, и воспитал.. Во время своего правления он установил священный огонь Катакан.
По «Денкарду», правление Узава было очень успешным, он изгнал врагов, победил Франграсьяка, заботился о плодородии иранской земли.

## Образ в «Шахнаме»
Фирдоуси описывает его царствование очень кратко. После того, как предыдущий царь Новзер был разгромлен туранцами и убит, по предложению Заля царём был избран престарелый Зов, сын Техмаспа, а не Тус, сын Новзера из прежней династии. Родиной Зова был Парс, в отличие от трёх предшествующих царей (Феридуна, Менучехра и Новзера), которые, по описанию «Шахнаме», правили в районе Амола и Сари.
Зов правил пять лет. В его правление Иран поразила засуха. Был заключен договор с туранцами о мире и границах. В возрасте 80 лет Зов скончался, его преемником стал Гершасп.